# Masakr hugenotů ve Wassy
Masakr hugenotů ve Wassy (francouzsky Le massacre de Wassy) je název hromadného vraždění hugenotů, zorganizovaného vůdcem francouzských katolíků, vévodou Françoisem de Guise, v březnu 1562.
Ačkoliv toleranční edikt, tzv. Edikt ze Saint-Germain, byl vydán 17. ledna 1562 a povoloval protestantům ve Francii jejich zjednodušené bohoslužby (veřejně mimo města a soukromě ve městech), došlo již 1. března 1562 k významnému narušení dohody. Vévoda de Guise napadl se svými lidmi ve Wassy protestanty při bohoslužbě, které měl vévoda ve své državě, a v nadešlé bitce zemřelo třiadvacet mužů a dalších sto třicet bylo zraněno.
Tato událost odstartovala první ze série hugenotských válek ve Francii mezi katolíky a hugenoty. Bezprostředním důsledkem masakru ve Wassy byla aktivita hugenotských vůdců, admirála Gasparda de Coligny a Ludvíka Bourbonského, prince de Condé, kteří na ochranu hugenotských kostelů začali posádkami obsazovat strategická města na Loiře, Orléans, Rouen a další. Náboženské války ukončilo až vydání Ediktu nantského Jindřichem IV. v roce 1598.